# Feistritz (Drau)
Die Feistritz (slowenisch Mučka Bistrica) ist ein 27 km langer linker Nebenfluss der Drau in Österreich und Slowenien. 

## Flusslauf
Sie verläuft auf der Koralm, einem Höhenzug am Südrand der Alpen. Sie entspringt auf der Alm Steinberger Halt in St. Georgen im Lavanttal in Kärnten. An der Grenze zur Steiermark wird sie zum Stausee Soboth des Kraftwerkes Koralm gestaut. Von dort besteht eine Ausleitung zum Krafthaus unterhalb Lavamünds. Im natürlichen Verlauf durchmisst sie die Eibiswalder Katastralgemeinden Soboth und Rothwein und tritt schließlich in den slowenischen Teil Kärntens ein, wo sie bei Hohenmauthen (slowenisch Mute) in die Drau mündet.

## Belege
1. ↑  Flächenverzeichnis der österreichischen Flussgebiete. Draugebiet. In: Bundesministerium für Land- und Forstwirtschaft, Umwelt und Wasserwirtschaft (Hrsg.): Beiträge zur Hydrographie Österreichs. Heft Nr. 59. Wien 2011, S. 61 (bmlrt.gv.at [PDF; 3,6 MB]).
2. ↑  KW Koralpe: Upgrading zum Pumpspeicherkraftwerk. In: hidroinstitut.si. Abgerufen am 23. November 2022.